# Centre de recherche sur le mycétome
Le centre de recherche sur le mycétome (en anglais : Mycetoma Research Center ou MRC) est un centre de recherche soudanais situé à Khartoum.

## Présentation
Fondé en 1991 et rattaché à l'université de Khartoum, ce centre de recherche a pour objectif de trouver un remède contre les mycétomes.

## Source
- (en) Cet article est partiellement ou en totalité issu de l’article de Wikipédia en anglais intitulé « Mycetoma Research Center » (voir la liste des auteurs).